# Пам'ятник Амет-Хану Султану
Пам'ятник Амет-Хану Султану (крим. Amet-Han Sultan eykeli) — пам'ятник у Сімферополі, Автономна Республіка Крим, розміщений на площі Амет-Хана Султана.

## Історія
У грудні 2008 року виконком Сімферопольської міськради ухвалив рішення про спорудження пам'ятника Амет-Хану Султану на площі Амет-Хана Султана.
У квітні 2009 року міська влада оголосила відкритий архітектурний та містобудівний конкурс на розробку ескізного проекту майбутнього пам'ятника. Його переможцем було визнано проект меморіального комплексу за авторством Зареми Нагаєвої, Ібрагіма-Герея Нагаєва та Айдера Бекірова. Відповідно до проекту, меморіальний комплекс розміститься посеред площі, названої на вшанування героя. Поруч планували висадити алею. Тоді ж встановили заставний камінь.
У травні 2019 року окупаційна «администрація» міста затвердила новий проєкт скульптора Айдера Алієва. Окупанти розмістили пам'ятник не в центрі площі, а у сквері між Піонерським провулком та проспектом Кірова, що викликало обурення кримськотатарських активістів.
25 жовтня 2020 року під наглядом поліції та військових відкрили пам'ятник. Захід присвятили до 100-річчя від дня народження льотчика.
Пам'ятник встановили окупанти та представники районної влади Дагестану, де проживають родичі по батьківській лінії Амет-Хана Султана. Представникам кримськотатарської громадськості та іншим учасникам заходу дозволили покласти квіти лише після проходження через металодетектор і після покладання квітів окупаційними офіційними особами та фотографування їх біля монумента.
За інформацією окупаційної влади, на виготовлення пам'ятника витратили 10 мільйонів рублів.